# Pararammelsbergita
La pararammelsbergita és un mineral de la classe dels sulfurs que pertany al grup löllingita. Va ser amomenada així l'any 1940 per Martin Alfred Peacock i Alexander Stewart Dadson del grec para (al costat) i la seva relació amb la rammelsbergita.

## Característiques
La pararammelsbergita és un sulfur que cristal·litza en el sistema ortoròmbic. Forma cristalls tabulars en {001} de fins a 2mm. També s'hi pot trobar en grans arrodonits, de manera massiva i en dendrites. La seva duresa a l'escala de Mohs és de 5,5. És un mineral polimorf amb la krutovita i la rammelsbergita.
Segons la classificació de Nickel-Strunz, la pararammelsbergita pertany a «02.EA: Sulfurs metàl·lics, M:S = 1:2, amb Fe, Co, Ni, PGE, etc.» juntament amb els següents minerals: aurostibita, bambollaita, cattierita, erlichmanita, fukuchilita, geversita, hauerita, insizwaita, krutaita, laurita, penroseita, pirita, sperrylita, trogtalita, vaesita, villamaninita, dzharkenita, gaotaiita, alloclasita, costibita, ferroselita, frohbergita, glaucodot, kullerudita, marcassita, mattagamita, paracostibita, oenita, anduoita, clinosafflorita, löllingita, nisbita, omeiita, paxita, rammelsbergita, safflorita, seinäjokita, arsenopirita, gudmundita, osarsita, ruarsita, cobaltita, gersdorffita, hol·lingworthita, irarsita, jolliffeita, krutovita, maslovita, michenerita, padmaita, platarsita, testibiopal·ladita, tolovkita, ullmannita, willyamita, changchengita, mayingita, hollingsworthita, kalungaita, milotaita, urvantsevita i rheniita.

## Formació i jaciments
Es troba en filons hidrotermals que porten mineralització de sulfurs de Ni-Co. Sol trobar-se associada a altres minerals com: niquelina, skutterudita, cobaltita, löllingita, gersdorffita i rammelsbergita. Als territoris de parla catalana ha estat descrita a la mina José Domingo (L'Argentera, Baix Camp).